# Mézières-sur-Oise
Mézières-sur-Oise és un municipi francès situat al departament de l'Aisne i a la regió dels Alts de França. L'any 2007 tenia 527 habitants.

## Demografia

### Població
El 2007 la població de fet de Mézières-sur-Oise era de 527 persones. Hi havia 203 famílies de les quals 39 eren unipersonals (12 homes vivint sols i 27 dones vivint soles), 82 parelles sense fills, 74 parelles amb fills i 8 famílies monoparentals amb fills.
La població ha evolucionat segons el següent gràfic:
Habitants censats

### Habitatges
El 2007 hi havia 229 habitatges, 210 eren l'habitatge principal de la família, 8 eren segones residències i 11 estaven desocupats. Tots els 228 habitatges eren cases. Dels 210 habitatges principals, 184 estaven ocupats pels seus propietaris, 21 estaven llogats i ocupats pels llogaters i 5 estaven cedits a títol gratuït; 2 tenien dues cambres, 16 en tenien tres, 69 en tenien quatre i 123 en tenien cinc o més. 138 habitatges disposaven pel capbaix d'una plaça de pàrquing. A 85 habitatges hi havia un automòbil i a 108 n'hi havia dos o més.

### Piràmide de població
La piràmide de població per edats i sexe el 2009 era:
| Homes | Edats   | Dones |
| ----- | ------- | ----- |
| 0     | 95 o +  | 0     |
| 0     | 90 a 94 | 0     |
| 4     | 85 a 89 | 4     |
| 0     | 80 a 84 | 0     |
| 16    | 75 a 79 | 12    |
| 12    | 70 a 74 | 24    |
| 16    | 65 a 69 | 24    |
| 20    | 60 a 64 | 12    |
| 16    | 55 a 59 | 24    |
| 4     | 50 a 54 | 12    |
| 8     | 45 a 49 | 12    |
| 24    | 40 a 44 | 16    |
| 24    | 35 a 39 | 28    |
| 24    | 30 a 34 | 36    |
| 12    | 25 a 29 | 8     |
| 8     | 20 a 24 | 4     |
| 12    | 15 a 19 | 8     |
| 8     | 10 a 14 | 16    |
| 40    | 5 a 9   | 44    |
| 20    | 0 a 4   | 16    |

## Economia
El 2007 la població en edat de treballar era de 327 persones, 228 eren actives i 99 eren inactives. De les 228 persones actives 207 estaven ocupades (111 homes i 96 dones) i 22 estaven aturades (14 homes i 8 dones). De les 99 persones inactives 39 estaven jubilades, 25 estaven estudiant i 35 estaven classificades com a «altres inactius».

### Ingressos
El 2009 a Mézières-sur-Oise hi havia 216 unitats fiscals que integraven 539,5 persones, la mediana anual d'ingressos fiscals per persona era de 17.809 €.

### Activitats econòmiques
Dels 14 establiments que hi havia el 2007, 1 era d'una empresa extractiva, 1 d'una empresa de fabricació d'altres productes industrials, 2 d'empreses de construcció, 2 d'empreses d'hostatgeria i restauració, 1 d'una empresa financera, 2 d'empreses de serveis, 2 d'entitats de l'administració pública i 3 d'empreses classificades com a «altres activitats de serveis».
Dels 3 establiments de servei als particulars que hi havia el 2009, 1 era una lampisteria, 1 empresa de construcció i 1 perruqueria.
L'any 2000 a Mézières-sur-Oise hi havia 8 explotacions agrícoles que ocupaven un total de 1.424 hectàrees.

## Equipaments sanitaris i escolars
El 2009 hi havia una escola elemental integrada dins d'un grup escolar amb les comunes properes formant una escola dispersa.

## Poblacions més properes
El següent diagrama mostra les poblacions més properes.